# Kamil Çörekçi
Kâmil Ahmet Çörekçi (Londra, 1º febbraio 1992) è un calciatore turco, difensore dell'Hatayspor.

## Carriera

### Club
Dopo alcuni anni trascorsi nelle giovanili delle squadre inglesi, nel 2010 si trasferisce in Turchia al Bucaspor.

### Nazionale
Nel 2011 ha partecipato con l'Under-19 al Campionato europeo di calcio Under-19.

## Statistiche

### Presenze e reti nei club
Statistiche aggiornate al 19 giugno 2017.
| Stagione             | Squadra              | Campionato           | Campionato | Campionato | Coppe nazionali | Coppe nazionali | Coppe nazionali | Coppe continentali | Coppe continentali | Coppe continentali | Altre coppe | Altre coppe | Altre coppe | Totale | Totale |
| Stagione             | Squadra              | Comp                 | Pres       | Reti       | Comp            | Pres            | Reti            | Comp               | Pres               | Reti               | Comp        | Pres        | Reti        | Pres   | Reti   |
| -------------------- | -------------------- | -------------------- | ---------- | ---------- | --------------- | --------------- | --------------- | ------------------ | ------------------ | ------------------ | ----------- | ----------- | ----------- | ------ | ------ |
| 2010-2011            | Bucaspor             | SL                   | 18         | 0          | CT              | 5               | 1               | -                  | -                  | -                  | -           | -           | -           | 23     | 1      |
| 2011-gen. 2012       | Bucaspor             | 1. Lig               | 10         | 0          | CT              | 0               | 0               | -                  | -                  | -                  | -           | -           | -           | 10     | 0      |
| Totale Bucaspor      | Totale Bucaspor      | Totale Bucaspor      | 28         | 0          |                 | 5               | 1               |                    | -                  | -                  |             | -           | -           | 33     | 1      |
| gen.-giu. 2012       | Kayserispor          | SL                   | 8          | 0          | CT              | 1               | 0               | -                  | -                  | -                  | -           | -           | -           | 9      | 0      |
| 2012-2013            | Kayserispor          | SL                   | 6          | 0          | CT              | 1               | 0               | -                  | -                  | -                  | -           | -           | -           | 7      | 0      |
| Totale Kayserispor   | Totale Kayserispor   | Totale Kayserispor   | 14         | 0          |                 | 2               | 0               |                    | -                  | -                  |             | -           | -           | 16     | 0      |
| 2013-gen. 2014       | Adana Demirspor      | 1. Lig               | 15         | 0          | CT              | 3               | 0               | -                  | -                  | -                  | -           | -           | -           | 18     | 0      |
| gen.-giu. 2014       | Eskişehirspor        | SL                   | 11         | 0          | CT              | 4               | 0               | -                  | -                  | -                  | -           | -           | -           | 15     | 0      |
| 2014-2015            | Eskişehirspor        | SL                   | 30         | 0          | CT              | 5               | 0               | -                  | -                  | -                  | -           | -           | -           | 35     | 0      |
| 2015-2016            | Eskişehirspor        | SL                   | 26         | 0          | CT              | 4               | 2               | -                  | -                  | -                  | -           | -           | -           | 30     | 2      |
| 2016-2017            | Eskişehirspor        | 1. Lig               | 26+3       | 1          | CT              | 0               | 0               | -                  | -                  | -                  | -           | -           | -           | 29     | 1      |
| Totale Eskisehirspor | Totale Eskisehirspor | Totale Eskisehirspor | 93+3       | 1          |                 | 13              | 2               |                    | -                  | -                  |             | -           | -           | 109    | 3      |
| Totale carriera      | Totale carriera      | Totale carriera      | 150+3      | 1          |                 | 23              | 3               |                    | -                  | -                  |             | -           | -           | 176    | 4      |

## Palmarès

### Club

#### Competizioni nazionali
- Coppa di Turchia: 1

Trazbonspor: 2019-2020
- Supercoppa di Turchia: 1

Trabzonspor: 2020